# Cedarville (Illinois)
Cedarville és una població dels Estats Units a l'estat d'Illinois. Segons el cens del 2000 tenia 719 habitants.

## Demografia
Segons el cens del 2000, Cedarville tenia 719 habitants, 290 habitatges, i 216 famílies. La densitat de població era de 616,9 habitants/km².
Dels 290 habitatges en un 29,3% hi vivien nens de menys de 18 anys, en un 69% hi vivien parelles casades, en un 2,8% dones solteres, i en un 25,5% no eren unitats familiars. En el 21% dels habitatges hi vivien persones soles el 8,3% de les quals corresponia a persones de 65 anys o més que vivien soles. El nombre mitjà de persones vivint en cada habitatge era de 2,48 i el nombre mitjà de persones que vivien en cada família era de 2,89.
Per edats la població es repartia de la següent manera: un 22,7% tenia menys de 18 anys, un 7% entre 18 i 24, un 30,9% entre 25 i 44, un 25,6% de 45 a 60 i un 13,9% 65 anys o més.
L'edat mediana era de 38 anys. Per cada 100 dones de 18 o més anys hi havia 96,5 homes.
La renda mediana per habitatge era de 44.609 $ i la renda mediana per família de 49.821 $. Els homes tenien una renda mediana de 37.500 $ mentre que les dones 25.481 $. La renda per capita de la població era de 20.076 $. Aproximadament el 2,2% de les famílies estaven per davall del llindar de pobresa.

## Poblacions més properes
El següent diagrama mostra les poblacions més properes.

## Personatges il·lustres
- Jane Addams (1860-1935) sociòlega, Premi Nobel de la Pau de 1931